# Чербай (Красночетайский район)
Черба́й (чув. Чурпай) — деревня в Красночетайском районе Чувашской Республики. Входит в Староатайское сельское поселение.

## География
Расстояние до Чебоксар 122 км, до районного центра — села Красные Четаи — 25 км, до железнодорожной станции 53 км. Деревня расположена рядом с автодорогой межмуниципального значения 97Н-041 Ядрин—Николаевское—Новые Атаи. 

### Административно-территориальная принадлежность
До 1 мая 1920 года деревня находилась в составе Шуматовской, до 22 сентября 1926 года — Хочашевской, до октября 1927 года — Атаевской волостей Ядринского уезда:267-268, в 1927—1962 годах в составе Красночетайского района, в 1962—1965 годах в Шумерлинском районе, с 1965 года вновь в составе Красночетайского района. 

 Сельские советы: с 1 октября 1927 года — Чербайский, с 14 июня 1954 года — Староатайский:267-268. 

## История
Исторические названия — Чербака́с, Чорбакасы́.
Деревня появилась в начале XVIII века как выселок деревни Ма́лые Тува́ны, называемой Суна́р (ныне в составе деревни Нижние Сунары).
Жители — до 1866 года государственные крестьяне; занимались земледелием, животноводством.
В 1931 году образован колхоз «Красный воин». По состоянию на 1 мая 1981 года населённые пункты Староатайского сельского совета — в составе колхоза «Марксист»:93.

## Название
Можно предположить, что название произошло от чув. чура «слуга; воин» и тюрк. бай «богач; хозяин» или от татарского имени Чурпай/Чербай. — Географические названия Чувашской Республики

## Население
| Год  | Число дворов | Число мужчин | Число женщин |
| ---- | ------------ | ------------ | ------------ |
| 1795 | 18           | 65           | 80           |
| 1906 | 53↗          | 137↗         | 140↗         |
| 1926 | 60 ↗         | 164 ↗        | 176 ↗        |
| 1939 | нет данных   | 167 ↗        | 183 ↗        |
| 1979 | нет данных   | 108 ↘        | 115 ↘        |
| 2002 | 56 ↘         | 52 ↘         | 59 ↘         |
| 2010 | 34 ↘         | 38 ↘         | 39 ↘         |

| 2010 | 2012 |
| ---- | ---- |
| 77   | ↗105 |

По данным Всероссийской переписи населения 2002 года в деревне проживали 111 человек, преобладающая национальность — чуваши (100%).

## Инфраструктура
Функционирует колхоз «Свобода» (2010).

Имеются фельдшерский пункт, магазин, предприятие общественного питания.

Улица: Центральная.

## Уроженцы
- Николаев Олег Алексеевич (р. 1969) — российский государственный и политический деятель, экономист. Глава Чувашской Республики (с 22 сентября 2020).